# Drip Harder
Drip Harder è un mixtape collaborativo dei rapper statunitensi Lil Baby e Gunna, pubblicato il 5 ottobre 2018 dalla Capitol e Motown.

## Accoglienza
Drip Harder debutta alla quarta posizione della Billboard Hot 100, confermando la buona alchimia di Lil Baby e Gunna dopo i numerosi riconoscimenti di Drip Too Hard, singolo anticipatore dell'album. L'aggregatore di recensioni professionali Metacritic assegna al disco un punteggio medio pari a 76 su 100, caratterizzato da un generale gradimento. La testata musicale Rolling Stone ha manifestato apprezzamento per il progetto, definendo ben riuscite diverse tracce, oltre a ritenere meritato il successo dei due rapper di Atlanta. Pitchfork ha invece riconosciuto come positivo il proposito dei due artisti di collaborare a dun progetto corposo, nel quale si sono potuti mettere in risalto in una sana competizione reciproca, dando anche una ventata d'aria fresca ad una ristagnante scena hip hop di Atlanta.

## Tracce
Crediti adattati da Apple Music.
1. Off White VLONE (Lil Baby e Gunna feat. Lil Durk, Nav) – 3:07 (testo: Dominique Jones, Sergio Kitchens, Durk Banks, Navraj Goraya, Chandler Durham – musica: Turbo)
2. Business Is Business (Lil Baby e Gunna) – 2:42 (testo: Jones, Kitchens, Durham, Dorien Theus, Danny Snodgrass Jr. – musica: Turbo, Sidepce, Taz Taylor)
3. Belly (Lil Baby e Gunna) – 3:11 (testo: Jones, Kitchens, Durham – musica: Turbo)
4. Deep End (Lil Baby) – 2:54 (testo: Jones, Chris Rosser, Carlos Gary – musica: Quay Global, Loso)
5. World Is Yours (Gunna) – 2:37 (testo: Kitchens, Wesley Glass, Branden Brown – musica: Wheezy, B Rackz)
6. Underdog (Lil Baby e Gunna) – 3:31 (testo: Jones, Kitchens, Wesley Glass, June James, Matthew Robinson – musica: Wheezy, James, Mattazik Muzik)
7. I Am (Lil Baby e Gunna) – 2:25 (testo: Jones, Kitchens, Rosser – musica: Quay Global)
8. Seals Pills (Lil Baby e Gunna) – 2:56 (testo: Jones, Kitchens, Wesley Jones – musica: Jet)
9. My Jeans (Lil Baby e Gunna feat. Young Thug) – 3:16 (testo: Jones, Kitchens, Jeffery Williams, Durham, Glass – musica: Turbo, Wheezy)
10. Style Stealer (Gunna) – 3:05 (testo: Kitchens, Durham, Adam Feeney – musica: Turbo, Frank Dukes)
11. Close Friends (Lil Baby) – 3:23 (testo: Jones, Durham – musica: Turbo)
12. Drip Too Hard (Lil Baby e Gunna) – 2:25 (testo: Jones, Kitchens, Durham – musica: Turbo)
13. Never Recover (Lil Baby e Gunna feat. Drake) – 3:14 (testo: Jones, Kitchens, DurhamAubrey,  Graham, Brytavious Chambers – musica: Turbo, Tay Keith)

## Classifiche

### Classifiche settimanali
| Classifica (2018) | Posizione massima |
| ----------------- | ----------------- |
| Australia         | 45                |
| Belgio (Fiandre)  | 56                |
| Belgio (Vallonia) | 121               |
| Canada            | 3                 |
| Finlandia         | 48                |
| Irlanda           | 39                |
| Italia            | 92                |
| Norvegia          | 18                |
| Paesi Bassi       | 20                |
| Regno Unito       | 12                |
| Stati Uniti       | 4                 |
| Svezia            | 26                |
| Svizzera          | 82                |

### Classifiche di fine anno
| Classifica (2018) | Posizione |
| ----------------- | --------- |
| Canada            | 36        |
| Stati Uniti       | 23        |

### Classifiche di fine decennio
| Classifica (2010-19) | Posizione |
| -------------------- | --------- |
| Stati Uniti          | 154       |